# Per Joar Hansen
Per Joar Hansen (Namsos, 17 agosto 1965) è un allenatore di calcio ed ex calciatore norvegese, di ruolo centrocampista.

## Carriera

### Giocatore

#### Club
Hansen giocò per il Rosenborg dal 1987 al 1989. Non fu mai un titolare assoluto del club, ma vinse comunque un campionato e una coppa nazionale, nel corso di quel triennio. Nel 1995 giocò per lo Strindheim, nella massima divisione norvegese.

### Allenatore
Durante l'esperienza allo Strindheim, ricoprì la carica di allenatore-giocatore. Successivamente, entrò nello staff tecnico del Rosenborg e, nel 1999, fu mandato a fare esperienza come tecnico al Byåsen. Lasciò poi questo incarico e passò al Varden.
Nel 2002, fu tecnico del GIF Sundsvall. Nel 2005, ricoprì la stessa posizione al Rosenborg, dimettendosi però a metà stagione. Fu sostituito da Per-Mathias Høgmo.
Firmò poi un contratto biennale con lo Aalesund, all'epoca militante in 1. divisjon. Alla prima stagione, centrò la promozione nell'Eliteserien. A dicembre 2007, tornò in Svezia, per allenare nuovamente il GIF Sundsvall. Allenò poi il Ranheim.
L'8 dicembre 2010 fu nominato nuovo commissario tecnico della Norvegia under 21. Il 25 ottobre 2011, la federazione norvegese riformò la Nazionale Under-23 e nominò lo stesso Hansen allenatore. Raggiunse la qualificazione al campionato europeo di categoria 2013, ma il 14 dicembre 2012 lasciò l'incarico per tornare tecnico del Rosenborg, a partire dal 1º gennaio successivo.
Il 21 luglio 2014, venne esonerato dall'incarico: il Rosenborg comunicò di non essere soddisfatto dai risultati conseguiti da Hansen.
Nel periodo compreso tra il febbraio 2017 e il novembre 2020, rivestì il ruolo di assistente del CT della nazionale norvegese Lars Lagerbäck.
Il 2 settembre 2021, Hansen fu ufficialmente nominato nuovo capo allenatore dell'Östersund, squadra svedese che aveva appena esonerato Amir Azrafshan e che in quel momento occupava l'ultimo posto nell'Allsvenskan 2021, avendo ottenuto solo 9 punti nelle prime 17 giornate. Hansen non riuscì tuttavia ad invertire la tendenza, visto che il club rossonero chiuse la stagione mantenendo l'ultimo posto in classifica, retrocedendo.

## Palmarès

### Giocatore

#### Club

##### Competizioni nazionali
- Campionato norvegese: 1

Rosenborg: 1988
- Coppa di Norvegia: 1

Rosenborg: 1988